# Coppa del Lussemburgo di pallacanestro maschile
La Coppa del Lussemburgo (fr: Coupe de Luxembourg) di pallacanestro è un trofeo nazionale lussemburghese organizzato annualmente dalla Federazione cestistica del Lussemburgo (FLBB).

## Albo d'oro
- 1935  Red Boys Differdange
- 1936-1953 non disputato
- 1954  Nitia Bettembourg
- 1955  Etzella Ettelbruck
- 1956  Etzella Ettelbruck
- 1957  Etzella Ettelbruck
- 1958  Nitia Bettembourg
- 1959  Rou'de Le'w Kayl
- 1960  Sparta Bertrange
- 1961  Etzella Ettelbruck
- 1962  Etzella Ettelbruck
- 1963  Etzella Ettelbruck
- 1964  Etzella Ettelbruck
- 1965  Etzella Ettelbruck
- 1966  Etzella Ettelbruck
- 1967 non disputato
- 1968  Nitia Bettembourg
- 1969  Etzella Ettelbruck
- 1970  Arantia Larochette
- 1971  Amicale Steesel
- 1972  Etzella Ettelbruck
- 1973  Sparta Bertrange
- 1974  T71 Dudelange
- 1975  T71 Dudelange
- 1976  Etzella Ettelbruck
- 1977  T71 Dudelange
- 1978  Amicale Steesel
- 1979  Amicale Steesel
- 1980  Amicale Steesel
- 1981  Soleuvre
- 1982  Etzella Ettelbruck
- 1983  T71 Dudelange
- 1984  T71 Dudelange
- 1985  Sparta Bertrange
- 1986  Soleuvre
- 1987  AB Contern
- 1988  T71 Dudelange
- 1989  T71 Dudelange
- 1990  AB Contern
- 1991  Etzella Ettelbruck
- 1992  Etzella Ettelbruck
- 1993  Rés. Walferdange
- 1994  US Hiefenech
- 1995  US Hiefenech
- 1996  AB Contern
- 1997  Sparta Bertrange
- 1998  US Hiefenech
- 1999  Etzella Ettelbruck
- 2000  US Hiefenech
- 2001  Racing Lussembur.
- 2002  Etzella Ettelbruck
- 2003  Etzella Ettelbruck
- 2004  Musel Pikes
- 2005  Etzella Ettelbruck
- 2006  Etzella Ettelbruck
- 2007  Etzella Ettelbruck
- 2008  Etzella Ettelbruck
- 2009  T71 Dudelange
- 2010  Sparta Bertrange
- 2011  Etzella Ettelbruck
- 2012  T71 Dudelange
- 2013  T71 Dudelange
- 2014  T71 Dudelange
- 2015  Amicale Steesel
- 2016  T71 Dudelange
- 2017  Amicale Steesel
- 2018  Amicale Steesel
- 2019  Etzella Ettelbruck
- 2020 non organizzata
- 2021 non organizzata
- 2022  Esch
- 2023  Etzella Ettelbruck
- 2024  Rés. Walferdange

## Vittorie per club
| Club                 | Vittorie | Anno |
| -------------------- | -------- | --- |
| Etzella Ettelbruck   | 25       | 1955-1957, 1961-1966, 1969, 1972, 1976, 1982, 1991, 1992, 1999, 2002, 2003, 2005-2008, 2011, 2019, 2023 |
| T71 Dudelange        | 12       | 1974, 1975, 1977, 1983, 1984, 1988, 1989, 2009, 2012, 2013, 2014, 2016                                  |
| Amicale Steesel      | 7        | 1971, 1978, 1979, 1980, 2015, 2017, 2018                                                                |
| Sparta Bertrange     | 5        | 1960, 1973, 1985, 1997, 2010                                                                            |
| US Hiefenech         | 4        | 1994, 1995, 1998, 2000                                                                                  |
| AB Contern           | 3        | 1987, 1990, 1996                                                                                        |
| Nitia Bettembourg    | 3        | 1954, 1958, 1968                                                                                        |
| Rés. Walferdange     | 2        | 1993, 2024                                                                                              |
| Soleuvre             | 2        | 1981, 1986                                                                                              |
| Musel Pikes          | 1        | 2004 |
| Racing Lussembur.    | 1        | 2001 |
| Arantia Larochette   | 1        | 1970 |
| Rou'de Le'w Kayl     | 1        | 1959 |
| Red Boys Differdange | 1        | 1935 |
| Esch                 | 1        | 2022 |